# Curis-au-Mont-d'Or
Curis-au-Mont-d'Or es una comuna francesa situada en la Metrópoli de Lyon, de la región de Auvernia-Ródano-Alpes. Pertenece a la aglomeración urbana de Lyon.

## Demografía
| 368 | 386 | 631 | 609 | 471 | 470 | 491 | 454 | 434 | 414 | 409 | 424 | 445 | 447 | 403 | 374 | 403 | 393 | 368 | 361 | 348 | 329 | 378 | 400 | 381 | 441 | 466 | 540 | 581 | 575 | 622 | 735 | 897 | 994 | 1 134 | 1 175 |
| Para los censos de 1962 a 1999 la población legal corresponde a la población sin duplicidades (Fuente: INSEE [Consultar]) |     |     |     |     |     |     |     |     |     |     |     |     |     |     |     |     |     |     |     |     |     |     |     |     |     |     |     |     |     |     |     |     |     |       |       |